# 1158 Luda
1158 Luda је астероид главног астероидног појаса са пречником од приближно 19,06 .
Афел астероида је на удаљености од 2,853 астрономских јединица (АЈ) од Сунца, а перихел на 2,274 АЈ.
Ексцентрицитет орбите износи 0,112, инклинација (нагиб) орбите у односу на раван еклиптике 14,839 степени, а орбитални период износи 1499,913 дана (4,106 године).
Апсолутна магнитуда астероида је 10,80 а геометријски албедо 0,232.
Астероид је откривен 31. августа 1929. године.